# Yuri Shymko
Pour les articles homonymes, voir Shymko.
Yuri Shymko (cyrillique : Юрій Шимко) (né le 6 septembre 1940) est un homme politique canadien de l'Ontario. Il est député fédéral progressiste-conservateur de la circonscription ontarienne de Parkdale de 1978 à 1979.
Il est aussi député provincial progressiste-conservateur de la circonscription ontarienne de High Park-Swansea de 1981 à 1987.
De 2013 à 2017, Shymo sert comme président de l'International Council in Support of Ukraine (ICSU) qui coordonne les organismes non gouvernementaux (ONG) ukrainiens et d'Amérique du Nord, Europe, Amérique du Sud et en Australie. En 2008, le président ukrainien Viktor Iouchtchenko lui remet l'Ordre du Prince Iaroslav le Sage lors d'une cérémonie publique à Kiev.

## Biographie
Né à Koźle (en) en Silésie en Allemagne durant le Troisième Reich, Shymko est le petit-neveu du poète et activiste ukrainien Ivan Franko. La famille Shymko s'établit ensuite en Belgique où il reçoit une éducation avec les frères catholiques rédemptoristes. Déménageant au Canada pendant son adolescence, il fréquente l'université de Toronto où il gradue en histoire moderne et en langues. Après ses études, il est à la tête du département de langues modernes de la Victoria Park Collegiate Institute (en). En tant qu'activiste politique et dissident communiste, il est l'éditeur du For This Was I Born, un livre documentaire sur les violations des droits de l'Homme dans l'ancienne Union soviétique.
De 1973 à 1978, il est le plus jeune secrétaire-général de la World Congress of Free Ukrainians du Congrès mondial ukrainien et plus tard président de 1988 à 1993,.
Shymko est récipiendaire de plusieurs récompenses canadiennes et internationales dont la Outstanding Service Award de la Reena Foundation (1985) et l'Ordre de la Pléiade par l'Assemblée des parlementaires francophones avec l'astronaute Marc Garneau et le juge Roy McMurtry.

## Politique
Shymko se présente sans succès sur la scène provinciale dans High Park lors de l'élection de 1971 (en) et de 1975,.
Élu député fédéral lors d'une élection partielle dans Parkdale en 1978, il occupe la fonction de critique de l'opposition officielle en matière de droits humains. Il est défait dans Parkdale—High Park en 1979.
Élu sur la scène provinciale en 1981 et réélu en 1985, il est défait en 1987.

## Expérience internationale
En 1988, Shymko est nommé par le gouvernement canadien pour servir au conseil d'administration fédéral pour l'Immigration et les Réfugiés.
En tant que président du Congrès mondial ukrainien, il presse le gouvernement canadien de reconnaître l'indépendance récente de l'Ukraine.

## Résultats électoraux
Modèle:Élection générale canadienne de 1979 — Parkdale—High Park